# Black Country, New Road
Black Country, New Road (comunemente abbreviato come BCNR o BC,NR) è un gruppo rock britannico fondato nel 2018 e composto da Tyler Hyde (basso), Lewis Evans (sassofono), Georgia Ellery (violino), May Kershaw (tastiere), Charlie Wayne (batteria) e Luke Mark (chitarra). 
Il gruppo si è fatto conoscere nel 2019 con i singoli di debutto "Athens, France" e "Sunglasses". Il primo album For the First Time, pubblicato nel 2021, ha ricevuto una nomination per il Mercury Prize e ha raggiunto la quarta posizione nelle classifiche di UK Albums Chart. 
Quattro giorni prima dell'uscita del loro secondo album del 2022, Ants from Up There, il cantante Isaac Wood ha lasciato il gruppo per ragioni di salute mentale.

## Formazione
Attuale
- Tyler Hyde – basso, cori
- Lewis Evans – sassofono
- Georgia Ellery – violino
- May Kershaw – tastiere, cori
- Charlie Wayne – batteria
- Luke Mark – chitarra

Precedenti membri
- Isaac Wood – cantante, chitarra

## Discografia
Album in studio
- 2021 - For the First Time (Ninja Tune)
- 2022 - Ants from Up There (Ninja Tune)
- 2025 - Forever Howlong (Ninja Tune)

Album dal vivo
- 2023 - Live At Bush Hall (Ninja Tune)

EP
- 2021 - Never Again

Singoli
- 2019 - Athens, France
- 2019 - Sunglasses
- 2020 - Manchester xx/xx/20
- 2020 - Science Fair
- 2021 - Track X
- 2021 - Track X (The Guest)
- 2021 - Chaos Space Marine
- 2021 - Bread Song
- 2021 - Concorde
- 2022 - Snow Globes
- 2025 - Besties